# Inesperado (Héroes)
Unexpected es el decimosexto episodio de la serie de televisión estadounidense Héroes.

## Argumento
Claire llega a su hogar sólo y encuentra a la Sra. Bennet peleándose con el Sr. Muggles, lo que causa una preocupación aún mayor por su madre. Preocupada, la adolescente intenta contarle esta tragedia a su padre, pero Noah tiene otros planes y le dice que pronto regresará. Claire regresa a ver a su madre y luego de una discusión, Sandra colapsa necesitando hospitalización. En el hospital Claire le dice a Noah que sabe que él es el responsable del estado de su madre mientras este le implora que se tranquilice, pero ella no se muestra nada comprensiva y se marcha.
Peter continúa su entrenamiento con Claude y le dice que necesita aprender a controlar sus poderes, porque, si no lo hace, Nueva York podría quedar hecha pedazos. Esa misma noche Peter y Claude son atacados por Noah y el haitiano y Peter hace todo lo posible por proteger a Claude. Una vez pasada la amenaza Claude se muestra muy molesto pues cree que Peter le traicionó llevando a la Compañía a su hogar. Peter, en su defensa, le dice que tal vez pudo ser alguien más y Claude recuerda a Isaac marcándolo como el traidor. Claude abandona a Peter asegurándole que explotará.
Sylar -quien sigue haciéndose pasar por Zane Taylor- y Mohinder llegan al hogar de otra humana evolucionada, Dale Smither. Mohinder intenta advertirle a Dale sobre el destino que le espera a menos que haga caso de sus advertencias mientras Dale -al ver el poder de Zane- se anima a decirles que tiene el poder de la superaudición. También les dice que se encuentra ocupada y que es posible que la revisen al día siguiente a lo que los dos acceden. Más tarde Dale recibe la visita inesperada de Sylar, quien la mata. A la mañana siguiente Sylar y Mohinder llegan a su taller y se encuentran con el cadáver de la mujer, por lo que Sylar persuade a Mohinder de huir, en lugar de avisar a la policía, ya que pueden ser considerados como sospechosos por la poca relación que tenían con ella, y huyen.
Ted recibe un mensaje de “inalámbrica” que dice que sabe lo que le hicieron. Ted descubre que se trata de Hana, una mujer que puede ser como una computadora. Ella le dice a Ted que pueden vengarse de la Compañía.
Isaac se preocupa por la seguridad de Simone, por lo que decide buscar a Peter en sus pinturas, pero es incapaz. Cuando, por fin, obtiene una pista, llama a Noah, quien inmediatamente se da cuenta de que Peter está con alguien a quien creían muerto. Noah le da a Isaac un arma y le dice que se prepare para salvar al mundo.
Matt le regala a Janice uno de los diamantes que le robó a Malsky, diciéndole que solo se trata de un pequeño regalo. Janice indaga más a fondo sobre dicho diamante y le ruega a Matt que le diga la verdad. Este le confiesa que los robó por el bien de ellos. Matt es citado para verse con Ted, el que, en compañía de Hana, ha descubierto más información relevante que involucra a un artefacto que los marcó a todos ellos y a una papelera. 
Hiro hace equipo con Steve Guvtavson con tal de rescatar a Ando de Esperanza. En el viaje, Hiro llega en el momento en que Ando peligraba, Steve y Esperanza comienzan un tiroteo y Esperanza, al ganar más ventaja, intenta matar a Hiro pero este se vale de su habilidad y se salva. Al día siguiente Hiro le dice a Ando que se marche ya que a lo largo de su viaje sólo han muerto personas, y sube a un autobús donde el chófer es Stan Lee.
Simone visita a Nathan expresándole su preocupación por la desaparición de Peter y de su habilidad. Nathan le implora que no haga público ese evento y Simone se molesta con él asegurando que votará por la competencia.
Claire y su familia llegan su hogar solos para toparse con Matt y Ted quienes desean buscar respuestas.
Peter llega al apartamento de Isaac enfrentándose con él, mientras, este saca su arma y le dispara a Peter, quien se hace invisible. En su desesperación, Isaac mata, accidentalmente, a Simone.